# Jayden Braaf
Jayden Jezairo Braaf (* 31. August 2002 in Amsterdam) ist ein niederländisch-surinamischer Fußballspieler. Er steht bei Hellas Verona unter Vertrag und ist aktuell an die US Salernitana ausgeliehen.

## Karriere

### Verein
2009 begann Braaf mit dem Fußball spielen beim ASV Fortius, bevor er später über Ajax Amsterdam und den AFC Amsterdam zu PSV Eindhoven wechselte. 2018 wechselte er schließlich nach England zur U18-Mannschaft von Manchester City. Zur Saison 2019/20 spielte er regelmäßig für die U23-Mannschaft, durch mehrere Verletzungen wurde er jedoch mehrfach zurückgeworfen.
Im Februar 2021 wechselte Braaf bis zum Ende der Saison 2020/21 leihweise in die italienische Serie A zu Udinese Calcio. Einen Monat danach belegte der 18-Jährige Platz 47 in der Liste mit den 50 größten Talenten im Weltfußball von Goal.com. Er kam 4-mal zum Einsatz, ehe er sich Ende April 2021 eine schwere Knieverletzung zuzog. Daraufhin kehrte Braaf nach Manchester zurück und konnte wegen seiner Verletzung in der gesamten Saison 2021/22 kein Spiel absolvieren.
Zur Saison 2022/23 wechselte Braaf zur zweiten Mannschaft von Borussia Dortmund, die in der 3. Liga spielte. Er unterschrieb einen Vertrag bis zum 30. Juni 2025. Mitte Januar 2023 wurde er für den Rest der Saison in die Serie A zu Hellas Verona ausgeliehen. Dort kam er bis zum Saisonende auf 6 Erstligaeinsätze. Zur Saison 2023/24 wurde er schließlich fest verpflichtet. Im Januar 2024 wechselte er leihweise zu Fortuna Sittard. Im Sommer 2024 folgte die Leihe zur US Salernitana in die Serie B.

### Nationalmannschaft
Braaf ist Jugendnationalspieler für die Niederlande und kam dort bereits für die U15-, U17- und U18-Mannschaft zum Einsatz.